# Poste centrale de Dublin
La Poste centrale de Dublin (en anglais : General Post Office (GPO), en irlandais : Árd-Oifig an Phoist) est le siège d’An Post, la Poste irlandaise. Elle est située à l'angle de Henry Street et d'O'Connell Street, sur laquelle se trouve son entrée principale. Elle est entrée dans l’histoire comme le quartier général de l’insurrection de Pâques 1916.

## Histoire

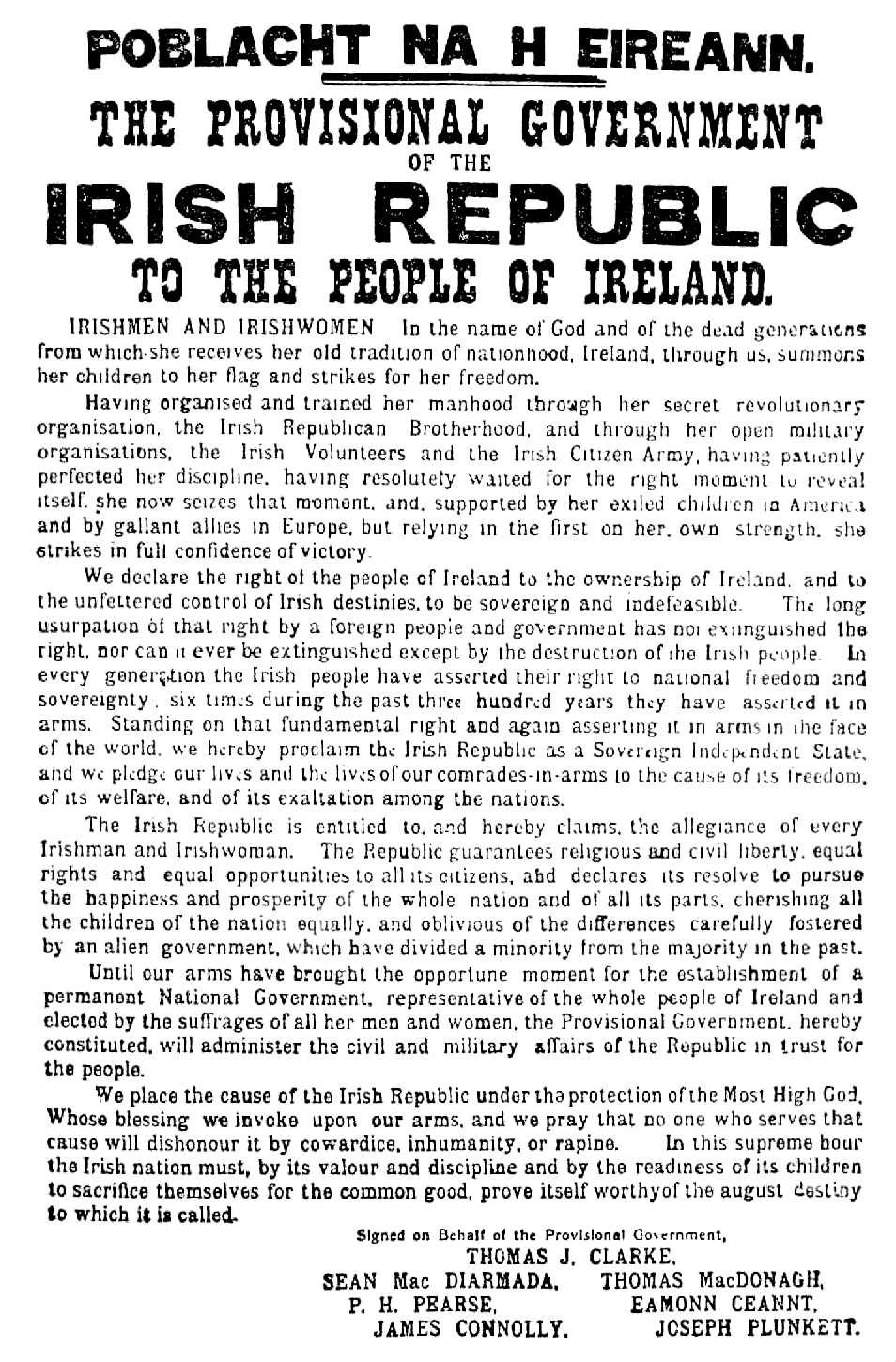
La déclaration de 1916 lue par Patrick Pearse devant la Poste centrale.

Dessiné par l'architecte irlandais Francis Johnston, le bâtiment a ouvert au public le 6 janvier 1818.
Le 24 avril 1916, lundi de Pâques, des membres de l’Irish Volunteers Force et l’Irish Citizen Army prennent d’assaut la Poste et l’occupent, ainsi que d’autres bâtiments officiels de la ville. Ils y proclament la république d’Irlande avant de succomber à la répression britannique.
Fortement endommagé à cette occasion, le bâtiment est restauré par l’État libre d'Irlande après 1922. À l'intérieur, une statue représentant la mort de Cúchulainn, le plus célèbre héros de la mythologie celtique irlandaise, commémore le soulèvement.

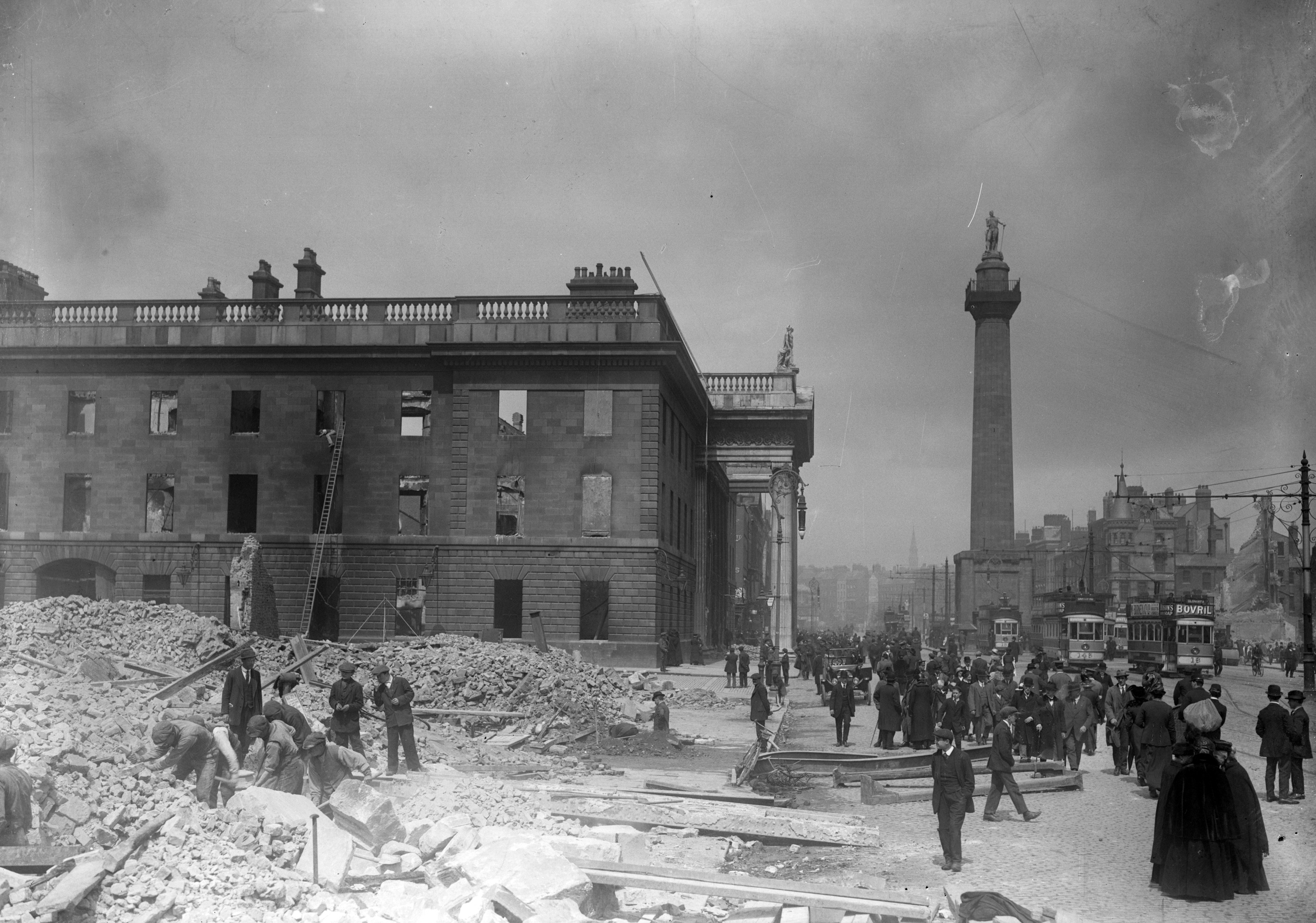
État de la poste centrale après l'insurrection (sans doute en mai 1916).
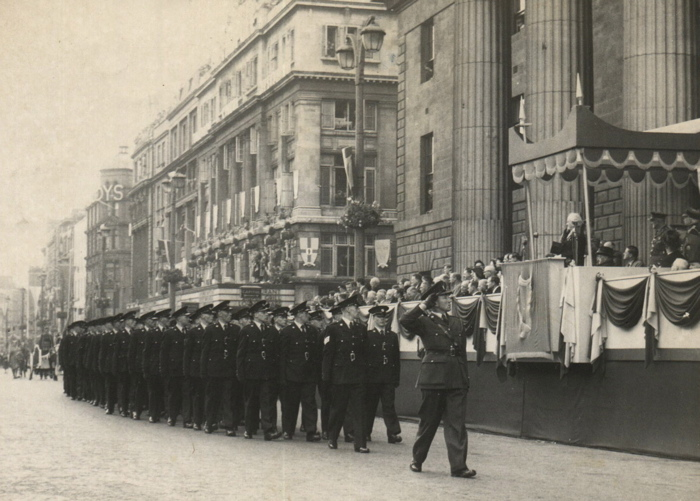
Marche irlandaise de recrues de Gardaí Síochána devant la poste centrale lors du Tostal (en) de 1954.

## Description
La poste centrale est le dernier grand bâtiment d'architecture georgienne construit à Dublin.